# Гейза Шиманський
Гейза Шиманський (словац. Gejza Šimanský, 29 серпня 1924, Сечовце — 19 червня 2007, Пряшів) — словацький та чехословацький футболіст, нападник.. Гравець збірної Чехословаччини.

## Клубна кар'єра
Народився 29 серпня 1924 року в Сечовце. Навчався в гімназії в Пряшові. Закінчив університет за спеціальністю «Фармація» за спеціальністю «Провізор». Почав займатись футболом в празькому клубі «Рапід Виногради», на позиції лівого вінгера. На дорослому рівні став виступати за «Славію» (Пряшів), з якою під час війни виступав у чемпіонаті Словаччини, а по її завершенні у другому дивізіоні чемпіонату Чехословаччини.
1946 року Гейза перейшов у «Сокіл» (Братислава) (тепер «Слован»), з яким виграв три поспіль чемпіонські титули Чехословаччини (1949, 1950, 1951). Решту своєї кар'єри він провів у клубі «Татран» (Пряшів). Загалом він зіграв 212 матчів і забив 85 голів за 18 сезонів у вищій чехословацькій лізі.
Після закінчення ігрової кар'єри став тренером молоді. Помер 19 червня 2007 року.

## Виступи за збірну
21 вересня 1947 року Шиманський дебютував у національній збірній Чехословаччини дебютував в товариському матчі проти Румунії (6:2), в якому відзначився дублем. Загалом Гейза зіграв за збірну 15 ігор і забив 7 голів, останній, 25 вересня 1955 року у своїй останній грі за збірну проти Бельгії (5:2).
1953 року Шиманський у двох матчах був капітаном команди, ставши першим словаком, який отримав таку честь.

## Досягнення
- Чемпіон Чехословаччини (3): 1949, 1950, 1951